# Melanagromyza setifrons
Melanagromyza setifrons este o specie de muște din genul Melanagromyza, familia Agromyzidae, descrisă de Axel Leonard Melander în anul 1913. Conform Catalogue of Life specia Melanagromyza setifrons nu are subspecii cunoscute.